# Marco Schrettl
Marco Schrettl (Münster, 11 settembre 2003) è un ciclista su strada austriaco che corre per il Tirol KTM Cycling Team.

## Palmarès

### Strada
- 2021 (Team Auto Eder, due vittorie)

Campionati austriaci, Prova a cronometro Junior
Campionati austriaci, Prova in linea Junior
- 2024 (Tirol KTM Cycling Team, una vittoria)

Campionati austriaci, Prova in linea Under-23
- 2025 (Tirol KTM Cycling Team, una vittoria)

Trofeo Città di San Vendemiano

#### Altri successi
- 2021 (Team Auto Eder)

2ª tappa, 1ª semitappa Aubel-Thimister-Stavelot (Thimister > Thimister, cronosquadre)

## Piazzamenti

### Competizioni mondiali
- Campionati del mondo

Fiandre 2021 - Cronometro Junior: 36º
Fiandre 2021 - In linea Junior: ritirato
Zurigo 2024 - In linea Under-23: 73º

### Competizioni europee
- Campionati europei

Plouay 2020 - In linea Junior: 38º
Trento 2021 - Cronometro Junior: 34º
Trento 2021 - In linea Junior: 34º
Anadia 2022 - In linea Under-23: 43º
Drenthe 2023 - In linea Under-23: 63º
Limburgo 2024 - In linea Under-23: 74º